# Anatoli Grebnev
Anatoli Grebnev (en russe : Анатолий Борисович Гребнев), né le 2 novembre 1923 à Tbilissi (Géorgie, Union soviétique) et décédé 19 juin 2002 à Moscou, Russie, est un scénariste soviétique puis russe.

## Biographie
En 1949 Grebnev a fini ses études à Académie russe des arts du théâtre. Il a écrit quelque pièces et puis est devenu scénariste de cinéma (40 films).
Grebnev est mort en 2002 après un accident de la route et est inhumé au cimetière Troïekourovskoïe.
Le fils de Grebnev, Alexandre Mindadze, est scénariste et réalisateur.

## Filmographie partielle
- 1962 : Le Dingo un chien sauvage (Дикая собака динго) de Youli Karassik
- 1966 : Pluie de juillet (Июльский дождь) de Marlen Khoutsiev
- 1973 : Les Vieux Murs (Старые стены) de Viktor Tregoubovitch
- 1975 : Journal du directeur d'école (Дневник директора школы, Dnevnik direktora chkoly) de Boris Frumin
- 1982 : La Vie privée (film, 1982) (Частная жизнь)
- 1984 : Le Temps des désirs (Время желаний) de Youli Raizman
- 1984 : Prokhindiada, ili Beg na meste (Прохиндиада, или бег на месте) de Viktor Tregoubovitch

## Décorations
- 1976 — Artiste émérite de la République socialiste fédérative soviétique de Russie
- 1976 — Prix des frères Vassiliev pour le  scénario du film «Старые стены» (Les Vieux murs)
- 1981 — Ordre du Drapeau rouge du Travail
- 1982 — Prix Lénine pour le scénario du film «Карл Маркс. Молодые годы» (Karl Marx. Jeunes années)
- 1998 — Ordre du Mérite pour la Patrie
- 2002 — Prix Nika pour le meilleur scénario, film «Кино про кино»
- 2003 — Aigle d'or (récompense) pour le meilleur scénario, film «Кино про кино»